# Sokola (rejon mościski)
Sokola (ukr. Соколя) – wieś na Ukrainie, na Płaskowyżu Tarnogrodzkim, w rejonie jaworowskim (do 2020 roku w rejonie mościskim) obwodu lwowskiego. Wieś liczy 766 mieszkańców.
Wieś królewska, należąca do starostwa mościskiego, w 1627 roku leżała w ziemi przemyskiej województwa ruskiego. Na przełomie wieków XIX i XX jej część stanowiły także Krzywiaki. W II Rzeczypospolitej do 1934 samodzielna gmina jednostkowa. Następnie należała do zbiorowej wiejskiej gminy Małnów w powiecie mościskim w woj. lwowskim. Po wojnie wieś weszła w struktury administracyjne Związku Radzieckiego.